# شیخ صنعان

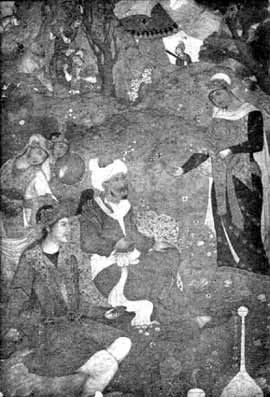
نگاره‌ای از داستان شیخ صنعان

«شیخ صَنعان» یا سمعان عنوان داستانی از عطار نیشابوری است. «شیخ صنعان» طولانی‌ترین و شیرین‌ترین حکایت کتاب منطق الطیر است. داستان‌های فراوانی با موضوع و پی‌رنگ‌‌های کمابیش مشابه (دلبستگی پارسا مردی به دختری ترسا) در ادبیات فارسی آمده است. در تحفه‌الملوک و رساله‌ای بی نام، نام کامل او عبدالرّزاق صنعانی آمده است.

## داستان شیخ صنعان

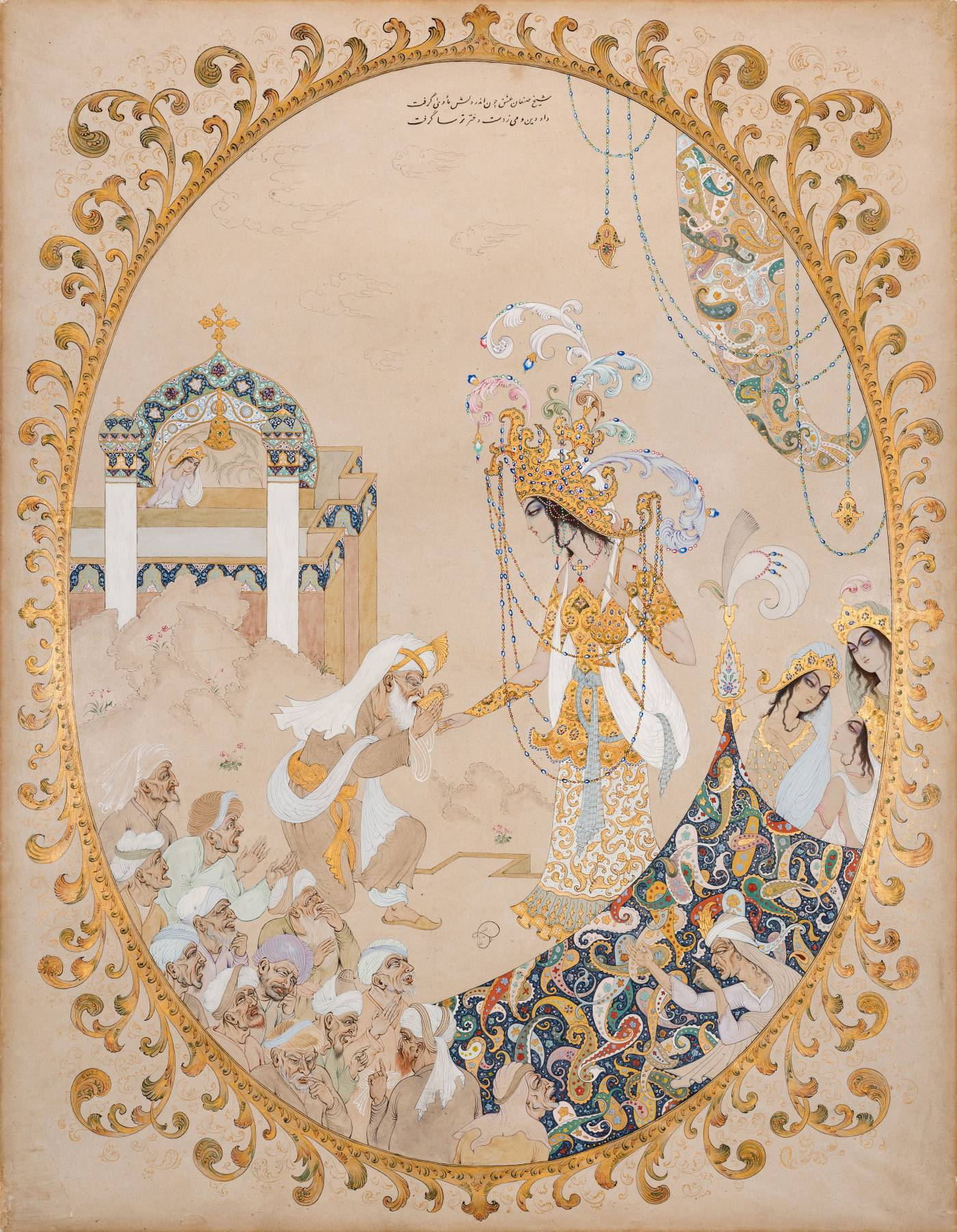
شیخ صنعان و دختر ترسا اثر محمدحسین مصورالملکی

صنعان، پیری صاحب کمال و پیشوای مردم زمانه خویش بود. او قریب پنجاه سال در کعبه اقامت داشت و هرکس به حلقهٔ ارادت او درمی‌آمد از ریاضت و عبادت نمی‌آسود. وی خود نیز هیچ سنّتی را فرونمی‌گذاشت و نماز و روزه بی‌حد به‌جا می‌آورد.
او حدود پنجاه بار حج کرده و در کشف اسرار معنوی به مقام کرامت رسیده بود. وی چند شب پیاپی خواب می‌بیند که مقیم روم شده و بر یک بت سجده می‌کند. او با مریدانش به روم سفر می‌کند و در آنجا دختری ترسایی (مسیحی) را می‌بیند و عاشق او می‌شود. وی بیش از یک ماه برای وصال دختر عجز و لابه می‌کند. دختر برای شیخ چهار شرط می‌گذارد:
سجده کردن بر بت، سوزاندن قرآن، نوشیدن خمر و دست شستن از ایمان
صنعان علاوه بر اجرای این شروط، یکسال نیز به جای کابین دختر برای او خوکبانی می‌کند. مریدان از بازگشت او ناامید می‌شوند و به دیار خود بازمی‌گردند. یکی از مریدان که در سفر با وی نبوده به امید بازگشت او به روم سفر می‌کند و در آنجا ۴۰ روز برای وی به دعا و تضرع می‌نشیند. سرانجام پیامبر اسلام را در خواب می‌بیند و مژده بازگشت او را می‌گیرد.
صنعان، سرانجام از قید عشق دختر آزاد می‌شود و این بار با خوابی که دختر می‌بیند؛ دختر، عاشق او می‌شود و با او به دیارش می‌رود و مسلمان می‌شود. دختر در خواب می‌بیند که آفتاب به کنارش افتاده و به او می‌گوید با شیخ روان شو.

## دربارهٔ شعر
عطار نیشابوری این داستان را در قالب مثنوی و در ۴۰۹ بیت سروده‌است. حکایت شیخ صنعان با این بیت‌ها آغاز می‌شود:

## نمونه‌ای از شعر
مطلع شعر این‌گونه است:
| شیخ صنعان پیر عهد خویش بود  |  | در کمال از هر چه گویم بیش بود |
| شیخ بود او در حرم پنجاه سال |  | با مرید چارصد صاحب کمال       |

| هر مریدی کان او بود ای عجب   |  | می‌نیاسود از ریاضت روز و شب   |
| هم عمل هم علم با هم یار داشت |  | هم عیان کشف هم اسرار داشت    |
| قرب پنجه حج بجای آورده بود   |  | عمره عمری بود تا می‌کرده بود  |
| خود صلوة وصوم بی‌حد داشت او   |  | هیچ سنت را فرونگذاشت او      |
| پیشوایانی که در عشق آمدند    |  | پیش او از خویش، بی‌خویش آمدند |

## برای مطالعهٔ بیشتر
- ذوالفقاری، حسن (۱۳۹۹). «شیخ صنعان» دائرةالمعارف بزرگ اسلامی.